# ЗАЗ (мікрорайон)
ЗАЗ — мікрорайон Деснянського району Чернігова. Знаходиться на північно-західній околиці міста. Забудова приватна та багатоповерхова. Перший багатоповерховий будинок зведено у 50-х роках ХХ сторіччя. Забудовники: «Домобудівник», «Житлокомунсервіс», «Укрсівербуд» та інші. Найвища будівля має 15 поверхів.

## Історія

Сучасна забудова

Назва походить від розташованого у цьому мікрорайоні підприємства «Чернігівавтодеталь», яке у народі звали «Завод автомобільних запчастин», перші букви й утворюють назву, що прижилася серед жителів міста — ЗАЗ.
Перші поселенці мікрорайону — працівники вищезгаданого підприємства, по мірі розвитку інфраструктури і комунікацій міста, мікрорайон зростав, будувалися і будуються нові будинки.
Головна вулиця, що сполучає мікрорайон з центром міста — проспект Миру. Транспорт: тролейбусний, автомобільний. На півночі і сході мікрорайону проходить вулиця Кільцева. Відстань до центру міста близько 7 кілометрів.
18 березня 2022 року загинув солдат Красножон Андрій Миколайович, учасник російсько-української війни.